# Rettenegg
Rettenegg  är en ort och kommun i distriktet Weiz i förbundslandet Steiermark i Österrike.
Kommunen består av tre orter (Ortschaften) (inom parentes invånarantal 1 januari 2024):
- Feistritzwald (102)
- Inneres Kaltenegg (51)
- Rettenegg (548)